# Jordon Ibe
Jordon Ashley Femi Ibe, född 8 december 1995, är en engelsk fotbollsspelare som spelar för turkiska Adanaspor.
Han har tidigare spelat för Wycombe Wanderers, varit utlånad till Birmingham City och Derby County samt representerat Englands U18-, U19- och U20-landslag. 

## Karriär
Den 22 september 2020 återvände Ibe till Derby County, där han skrev på ett tvåårskontrakt. I slutet av säsongen 2020/2021 kom Derby County och Ibe överens om att bryta kontraktet.
Den 17 januari 2022 värvades Ibe av turkiska TFF 1. Lig-klubben Adanaspor, där han skrev på ett 3,5-årskontrakt.